# Taeromys hamatus
Taeromys hamatus é uma espécie de roedor da família Muridae.
Apenas pode ser encontrada na Indonésia.